# 小山谷蔵

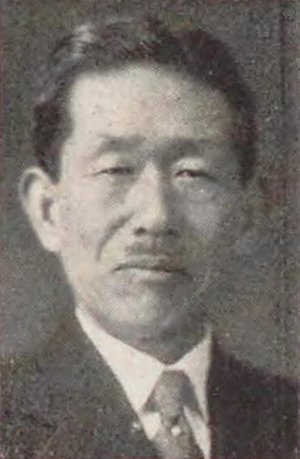
小山谷蔵

小山 谷蔵（こやま たにぞう、1876年（明治9年）8月10日 – 1951年（昭和26年）1月1日）は、衆議院議員（立憲政友会→中正会→立憲民政党→国民同盟→立憲民政党）。外務政務次官、内務参与官、文部副参政官。

## 経歴
和歌山県西牟婁郡三栖村（現在の田辺市）出身。1898年（明治31年）、東京専門学校（現在の早稲田大学）英語政治科を卒業。渡米して、コロンビア大学などで修士号と博士号を得た。帰国後、台湾総督府専売局で翻訳官を務めた。
1912年（明治45年）、第11回衆議院議員総選挙に出馬し、当選。当選回数は合計で8回を数えた。その間、第2次大隈内閣で文部副参政官を、第2次若槻内閣で内務参与官を、米内内閣で外務政務次官をそれぞれ務めた。戦後、大政翼賛会の推薦議員のため、公職追放となる
。
その他、城東土地会社・中野商店・三日月商事で取締役を務めた。

## 栄典
- 1940年（昭和15年）8月15日 - 紀元二千六百年祝典記念章[5]